# Потпланинсько
45°17′ пн. ш. 15°26′ сх. д. / 45.28° пн. ш. 15.43° сх. д.
Потпланинсько (хорв. Potplaninsko) — населений пункт у Хорватії, у Карловацькій жупанії у складі громади Барилович.

## Населення
Населення за даними перепису 2011 року становило 7 осіб.
Динаміка чисельності населення поселення: